# تیش سایرس
لتیسیا جین «تش» سایرس (انگلیسی: Leticia Jean "Tish" Cyrus؛ زادهٔ ۱۵ مهٔ ۱۹۶۷) بازیگر و تهیه‌کننده فیلم اهل ایالات متحده آمریکا است. وی از سال ۲۰۰۱ میلادی تاکنون مشغول فعالیت بوده‌است.
او در فیلم‌های آخرین آواز و بسیار مخفی حضور داشته است و همچنین منیجر دخترش مایلی سایرس بوده است.